# Launy Grøndahl
Launy Valdemar Grøndahl (30. juni 1886 i Ordrup – 21. januar 1960 på Frederiksberg) var en dansk dirigent og komponist.
Grøndahl begyndte otte år gammel at spille violin og kunne snart optræde med sin lærer Ole Jacobsen (komponisten til Den lille Ole med paraplyen) i foreninger og ved aftenunderholdninger. Efter sin konfirmation fik han mere systematisk undervisning, og efter at han 1906 havde fået ansættelse i Casinos orkester, studerede han violin hos Axel Gade og komposition hos Ludolf Nielsen.

## Dirigenten
I 1924 fik han et legat fra Københavns Orkesterforening og tog på en studietur til Frankrig og Italien. Ved sin hjemkomst blev han for en overgang formand for Det Unge Tonekunstnerselskab (UTS – DUT) samtidig med at han virkede som dirigent for Dansk Koncertforening. I oktober 1925 blev han leder af det nystiftede radioorkester, en stilling som han beholdt til 1956. Sammen med bl.a. Fritz Busch, Nicolai Malko og Emil Reesen var han med til at sikre Radiosymfoniorkesterets heldige udvikling. Han forstod at honorere både de daglige krav og de store symfonikoncerters forlangende om kunstnerisk og musikermæssig kvalificeret indsats. Megen fortjeneste indlagde Grøndahl sig gennem sine opførelser af dansk musik. Han dirigerede i Berlin, Helsinki, Stockholm, Praha, gentagne gange i Warszawa og ved talrige koncerter i danske provinsbyer. Grøndahl forblev kapelmester for Radiosymfoniorkestret til juni 1956, hvor han fyldte 70 år. Han dirigerede studieproduktioner med Radiosymfoniorkestret frem til 1959. Historisk kan Grøndahls indsats som forkæmper for dansk musik ikke vurderes højt nok. Som måske den eneste danske musiker gik Grøndahl bravt ind for Rued Langgaard og foranstaltede en række opførelser af hans symfonier ved studiekoncerter og ved torsdagskoncerter. Grøndahl havde megen sans for kvaliteterne hos de danske senromantiske komponister som August Enna, Louis Glass, Herman Sandby, Ludolf Nielsen, Victor Bendix, Hakon Børresen og Fini Henriques.

## Musikken
Grøndahls kendteste værk er basunkoncerten, som er indspillet af mange solister både i versionen for symfoniorkester og for harmoniorkester. Han skrev en del musik til radiospil og teaterstykker samt arrangementer af folkemusik. Mange hundrede arrangementer for enten kammerorkester (fløjte, obo, klarinet og strygere) eller spillemandskvartet ( violin, bratsch, klarinet og kontrabas) ligger i DRs nodearkiv og repræsenterer en skattekiste for nutidens klassiske musikere med interesse for dansk spillemandsmusik.

## Eftermæle
Med afstand i tid er vurderingen af Launy Grøndahls livsværk blevet sat i relief i Martin Granaus vægtige arbejde "Launy Grøndahl og radioorkestret" som han skrev til sin hovedfagseksamen i musikvidenskab. Samme forfatter er også hovedmanden bag det prægtige tobinds-værk om Radiosymfoniorkestrets historie fra 1925 til 2000. Også i dette værk er Grøndahls virke beskrevet meget omfattende.

## Kompositioner
- Strygekvartet nr. 1 (1913)
- Pan og Syrinx (orkesterfantasi 1915)
- Tyrfing (scenemusik 1917)
- Violinkoncert (1917) ( uropført af Mogens Hansen)
- Sonatefantasi (violin og klaver – 1918)
- Symfoni (1919)
- Strygekvartet nr. 2 (1922)
- Basunkoncert (1924) ( uropført af Vilhelm Aarkrogh)
- Chitra (scenemusik 1931)
- Hornkoncert ( uropført af Ingbert Michelsen)
- Fagotkoncert ( uropført af Carl Bloch)
- Symfoniske Variationer over en gammel jysk Vise